# Miguel Henríquez Guzmán

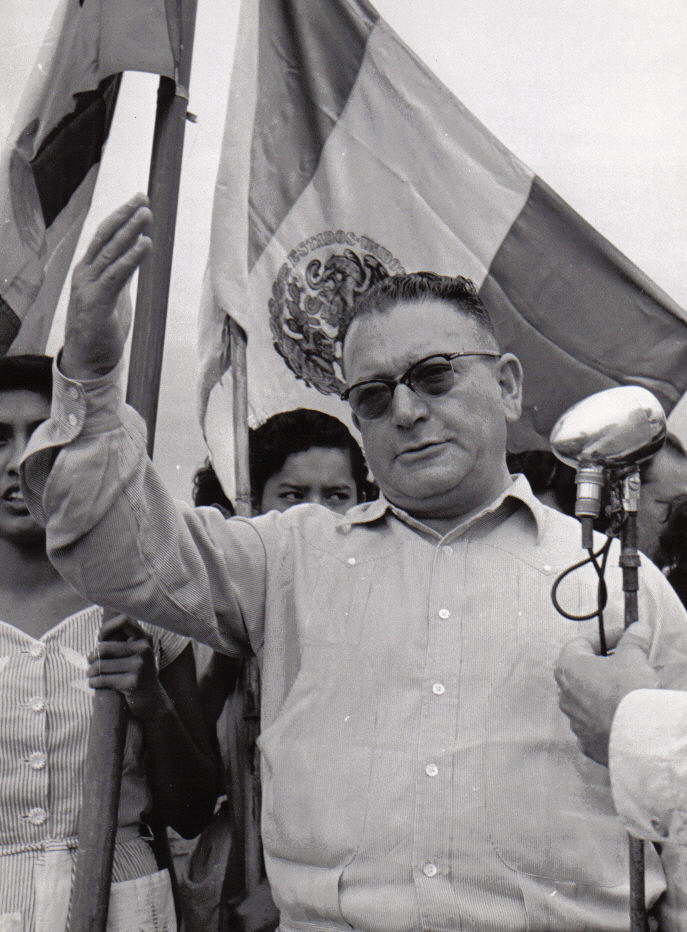
Miguel Henríquez Guzmán

Miguel Henríquez Guzmán (Piedras Negras, 4 augustus 1898 - Mexico-Stad, 29 augustus 1972) was een Mexicaans politicus en militair.
Hij klom op tijdens de Mexicaanse Revolutie en raakte bevriend met Lázaro Cárdenas
en werd generaal. Na 1940 vormde Henríquez Guzmán een van de belangrijkste personen binnen de linkervleugel van de regerende Institutioneel Revolutionaire Partij (PRI).
In 1951 splitste hij zich van die partij af en vormde de Federatie van Partijen van het Volk (FPP), om aan de presidentsverkiezingen van 1952 deel te nemen. Hij meende deze gewonnen hebben maar de PRI besliste anders zodat Adolfo Ruiz Cortines tot winnaar werd uitgeroepen. Protesten van aanhangers van de FPP werden bloedig uiteengeslagen. Na zijn poging president te worden trok Henríquez Guzmán zich terug uit het openbare leven.